# Bagueye
Bagueye (auch Bagaye, Bagey, Baguey) ist ein Dorf in der Landgemeinde Kalfou in Niger.

## Geographie
Das Dorf liegt im Norden der Hochebene Ader Doutchi auf einer Höhe von 538 m und ist damit eine der höchstgelegenen Siedlungen in der Region Tahoua. Es befindet sich etwa vier Kilometer östlich von Kalfou, dem Hauptort der gleichnamigen Landgemeinde, die zum Departement Tahoua in der Region Tahoua gehört. Weitere größere Dörfer in der Umgebung von Bagueye sind das rund acht Kilometer weiter östlich gelegene Tamaské, der Hauptort der gleichnamigen Gemeinde, und das rund 14 Kilometer weiter östlich gelegene Sakolé.
Bagueye ist aus drei Dörfern mit jeweils eigenen traditionellen Ortsvorstehern (chefs traditionnels) zusammengewachsen: Bagueye Garba, Bagueye Tchédia und Bagueye Toudoun Gabo (auch: Bagueye Toundou Gabass).

## Geschichte
Bagueye bestand wie das Dorf Kalfou bereits im 17. Jahrhundert.

## Bevölkerung
Bei der Volkszählung 2012 hatte Bagueye 7640 Einwohner, die in 1153 Haushalten lebten. Bei der Volkszählung 2001 betrug die Einwohnerzahl 3905 in 415 Haushalten und bei der Volkszählung 1988 belief sich die Einwohnerzahl auf 3580 in 549 Haushalten.
Die Dorfbevölkerung gehört mehrheitlich der ethnischen Gruppe der Hausa an.

## Wirtschaft und Infrastruktur
In Bagueye wird Bewässerungsfeldwirtschaft betrieben. Im Jahr 2020 belief sich die dafür genutzte Fläche auf 1025,44 Hektar. Es gibt einen Wochenmarkt und drei Schulen mit großteils gemauerten Klassenzimmern im Ort. Mit einem Centre de Santé Intégré (CSI) ist ein Gesundheitszentrum vorhanden. Die staatliche spanische Entwicklungshilfeagentur Agencia Española de Cooperación Internacional para el Desarrollo (AECID) finanzierte 2013 verschiedene landwirtschaftliche Geräte in Bagueye, mit dem Ziel einer verbesserten Bewässerung und folglich erhöhten Ernährungssicherheit.